# Molophilus (Austromolophilus) dindi
Molophilus (Austromolophilus) dindi is een tweevleugelige uit de familie steltmuggen (Limoniidae). De soort komt voor in het Australaziatisch gebied.